# Augšdaugava
Augšdaugava est une municipalité de Lettonie, située dans la région de Latgalie, dont le chef-lieu est Daugavpils. Son nom se traduit par « Daugava supérieure » ou « Haute Daugava ».

## Géographie

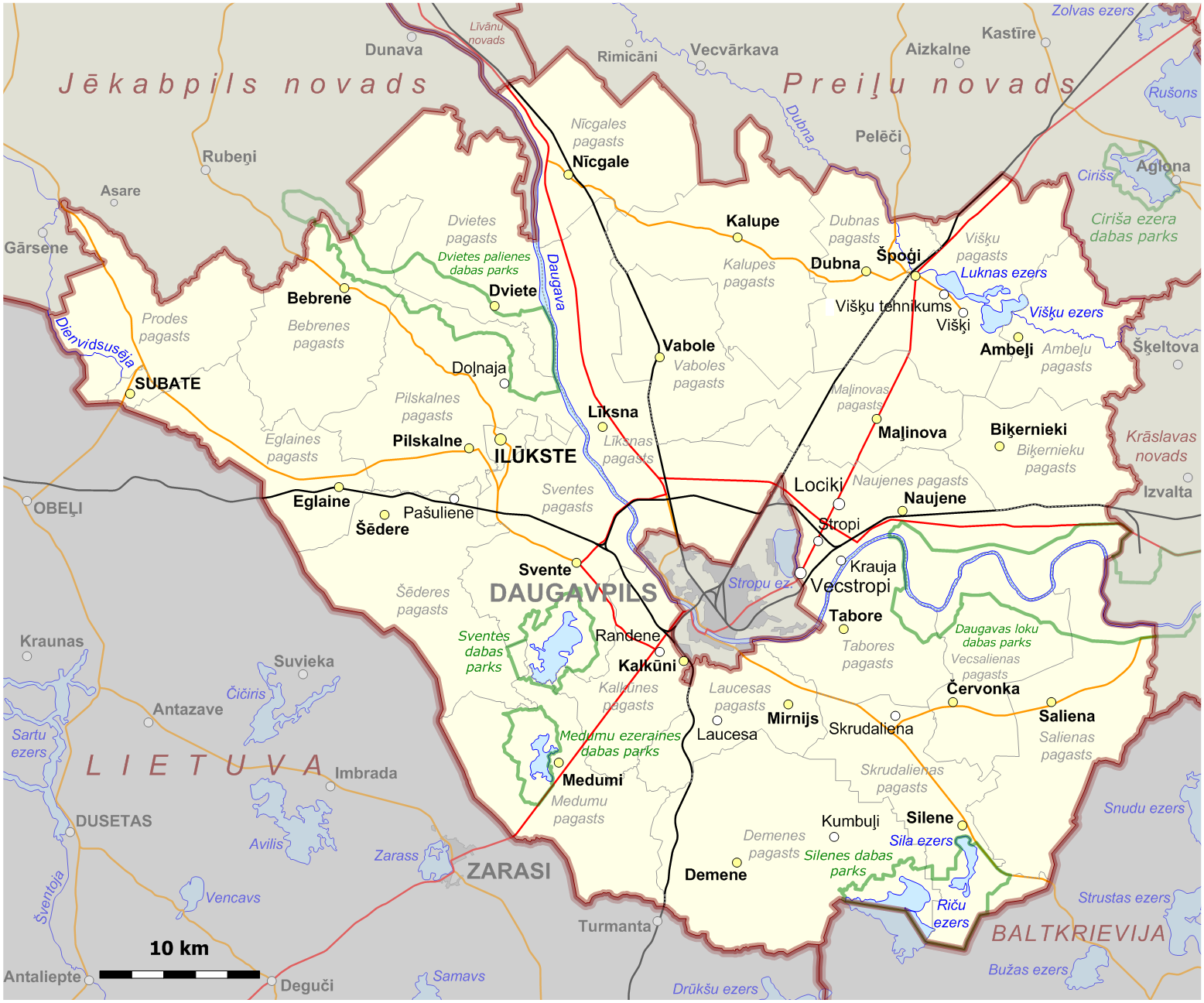
Carte de la municipalité d'Augšdaugavas.

La municipalité s'étend sur 2 524 km2 dans la partie sud-ouest de la région de Latgalie, dans l'est de la Lettonie. Elle est bordée par la frontière biélorusse au sud-est et par la frontière lituanienne au sud.
Une enclave dans son territoire est formée par la ville indépendante de Daugavpils, qui abrite le siège de la municipalité.

### Municipalités limitrophes
| Jēkabpils           | Līvāni Preiļi      |                       |
| Rokiškis (Lituanie) | Augšdaugava        | Krāslava              |
|                     | Zarasai (Lituanie) | Braslaw (Biélorussie) |

Le point le plus méridional de la Lettonie est situé à la frontière avec la Lituanie dans la paroisse de Demene et est commémoré par une sculpture de Vilnis Titāns (lv).
La région d'Augšzeme (« montagnes ») est située dans la partie centrale de la municipalité et est une zone protégée, la Zone protégée d'Augšzeme (lv) d'une superficie de 208,13 kilomètres carrés. Le lac Sventes (lv)] et le lac Meduma (lv) se trouvent dans la zone protégée. Egļukalns (lv) est le point culminant de la municipalité dans cette région avec une altitude de 220,6 mètres au-dessus du niveau de la mer. C'est le site d'une station de ski.
La Daugava traverse l'est du territoire municipal avant de s'orienter vers le nord à Daugavpils. Sa vallée est une zone paysagère protégée qui s'étend jusqu'à la municipalité de Krāslava.
Une troisième zone paysagère protégée située dans la partie nord de la municipalité est la forêt de Nīcgale (en) dans la paroisse du même nom. La grande pierre de Nīcgale (lv) est située sur sa limite orientale et est la plus grande pierre erratique connue en Lettonie avec un volume d'environ 170 mètres cubes.
Elle comprend 2 villes et 25 paroisses (pagasts),.

### Villes
- Ilūkste
- Subate

### Paroisses
- Ambeļi
- Bebrenes
- Biķernieki
- Demene
- Dubna
- Dviete
- Eglaine
- Kalkūne
- Kalupe
- Laucesa
- Līksna
- Maļinova
- Medumi
- Naujene
- Nīcgale
- Piskalne
- Prode
- Saliena
- Šēdere
- Skrudaliena
- Svente
- Tabore
- Vabole
- Vecsaliena
- Višķi

## Histoire
Augšdaugava correspond dans son étendue à l'ancien district de Daugavpils qui a existé de 1967 à 2009. Avec les réformes territoriales de 2009, celui-ci est divisé en deux municipalités de Daugavpils et d'Ilūkste. En 2020, la Saeima approuve une réforme territoriale réduisant le nombre de municipalités de 119 à 42, en incluant la fusion des deux municipalités précitées pour former le 1er juillet 2021 celle d'Augšdaugava. 

## Politique et administration
Le premier conseil municipal de quinze membres est formé à l'issue des élections du 5 juin 2021, et prend ses fonctions le 1er juillet. Des autorités conjointes avec la ville de Daugavpils sont chargées de l'administration de la protection civile, de l'éducation et de la gestion des déchets.